# U-1407
U-1407 je bila nemška vojaška podmornica Kriegsmarine, ki je bila dejavna med drugo svetovno vojno.

## Zgodovina
Podmornica se je 5. maja 1945 predala v Cuxhavnu. 7. maja je bila namerno potopljena, a so jo Britanci dvignili in sprejeli v Kraljevo vojno mornarico, kjer je bila sprva poimenovana HMS N 25 in nato HMS Meteorite. V uporabi je bila vse do leta 1949, ko so jo razrezali.

## Poveljniki
| Poveljniki |             |             |                              |
| Št.        | Čin         | Ime         | Poveljstvo                   |
| 1.         | Nadporočnik | Horst Heitz | 29. marec 1945 - 5. maj 1945 |

## Tehnični podatki
| Kategorije                                    | Podatki       |
| --------------------------------------------- | ------------- |
| Teža (t): na površju pod površjem polna teža  | 312 337 415   |
| Dolžina (m) - tlačni trup (m)                 | 41,45 - 27,30 |
| Širina (m) - tlačni trup (m)                  | 4,50 - 3,30   |
| Izpodriv (m)                                  | 4,30          |
| Višina (m)                                    | 4,30          |
| Moč (hp): na površju pod podvršjem            | 210-230 77,5  |
| Hitrost (vozlov): na površju pod podvršjem    | 8,5, - 8,8 5  |
| Doseg (milja/vozel): na površju pod podvršjem | 3000/8 76/2   |